# Tauriac (Gironda)
Tauriac é uma comuna francesa na região administrativa da Nova Aquitânia, no departamento da Gironda. Estende-se por uma área de 10,51 km². Em 2010 a comuna tinha 1 308 habitantes (densidade: 124,5 hab./km²).